# کندوال
کندوال (به انگلیسی: Kandwal) یک روستا در پاکستان است که در ناحیه جهلم واقع شده‌است. کندوال ۳۰٬۰۰۰ نفر جمعیت دارد.